# Рантајм
Рантајм (енгл. Runtime - у току извршавања) рачунарског програма, је израз у информатици који описује дејствовање рачунарског програма, његов ток од почетка па до краја извршавања. Исти термин, тј. израз се такође користи као скраћеница за рантајм библиотеку. У информатици скуп функција унутар једне датотеке се зове библиотека (енгл. library).
У већини случајева, оперативни систем је одговоран за покретање програма, основну манипулацију меморије и повезивање програма са динамично повезујућим библиотекама од којих зависи, те можемо слободно рећи да је покренути оперативни систем рантајм. У неким случајевима, програмски језик је одговоран за наведене операције у току извршавања, мада је то неуобичајено у водећим програмским језицима и корисничким оперативним системима.